# ایمن‌آباد، گوجرانواله
ایمن‌آباد (به انگلیسی: Eminabad) یک شهر در پاکستان است که در پنجاب واقع شده‌است.